# Colorazione di Ziehl-Neelsen

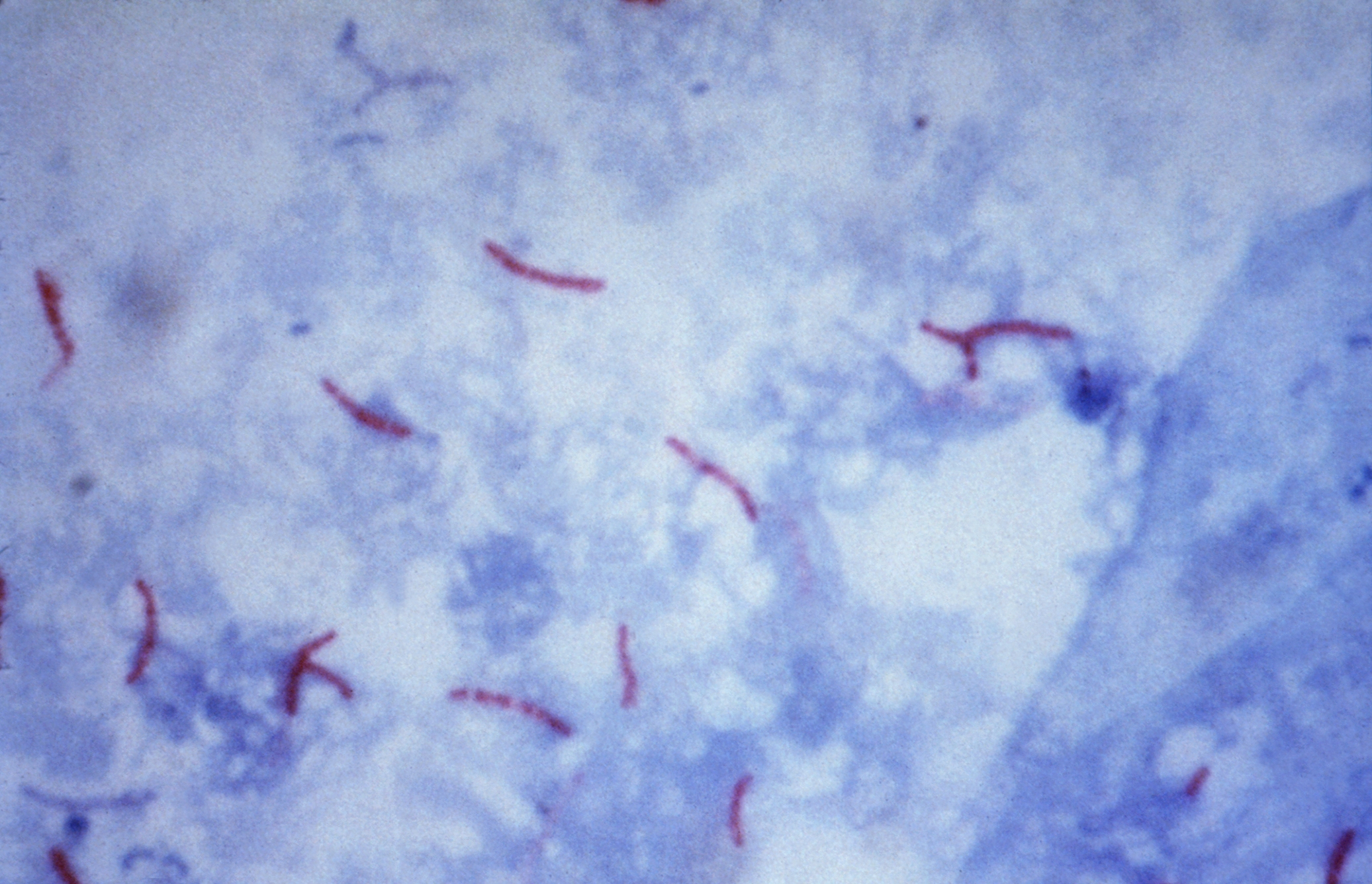
Micobatterio della tubercolosi individuato con il metodo della colorazione di Ziehl-Neelsen.

La colorazione di Ziehl-Neelsen è un esame di laboratorio che consente di riconoscere la presenza dei micobatteri in un campione sfruttando la caratteristica alcool-acido resistenza di tali microrganismi.
I micobatteri, per la particolare struttura e composizione della parete cellulare, hanno la capacità di trattenere la colorazione della fucsina basica di Ziehl anche quando trattati con decoloranti come l'alcool o gli acidi minerali.

## Materiali utilizzati
- Fucsina basica fenicata: sciogliere 3 g di fucsina basica in 10 ml di etanolo al 90-95%. Aggiungere 90 ml di una soluzione acquosa di fenolo al 5%.
- Miscela di acido e alcool: aggiungere lentamente 3 ml di HCl concentrato a 97 ml di etanolo al 90-95%, in quest'ordine (la soluzione può diventare molto calda).
- Blu di metilene: per la colorazione di contrasto, sciogliere 0,3 g di blu di metilene in 100 ml di acqua distillata.

## Metodo
1. strisciare il campione in esame su un vetrino portaoggetti, fissarlo al calore e coprirlo con un piccolo rettangolo (2 cm x 3 cm) di carta da filtro.
2. applicare 5-7 gocce di fucsina fenicata alla carta da filtro completamente bagnata.
3. scaldare il vetrino fino ad evaporazione ma senza lasciarlo seccare. Il riscaldamento può essere ottenuto con un becco Bunsen o con un riscaldatore elettrico.
4. allontanare la carta con una pinzetta, risciacquare e lasciar scolare.
5. decolorare con la soluzione di alcool-acido per circa 2 minuti, fino a quando non scompare il colorante.
6. eseguire la colorazione di contrasto con blu di metilene per 1-2 minuti.
7. risciacquare, scolare e seccare all'aria per 1-2 minuti.
8. esaminare al microscopio ottico con l'obiettivo ad immersione da 100x.

I micobatteri, essendo alcool-acido resistenti, trattengono la fucsina e appaiono colorati in rosso su di uno sfondo blu pallido. La presenza eventuale di altri batteri, non resistenti alla decolorazione, è evidenziata dall'assunzione del blu di metilene e dalla colorazione blu scura.